# Сорокина, Генриетта Викторовна
Генриетта Викторовна Сорокина (Рига — 6 мая 1950, Москва) — сестра милосердия, героиня Первой мировой войны.
Россиянка, шведка по отцу, Августа Карловна Сорокина (с 1914 года - Генриетта Викторовна), родилась в Риге. Её первый муж, Николай Осипович Сорокин, работал в Серпухове в Товариществе мануфактур Коншина, а в 1914 году был мобилизован и ушёл офицером на фронт Первой мировой войны в один из уланских полков. Генриетта Сорокина поехала с ним на фронт сестрой милосердия.

Будучи сестрой милосердия одной из частей 1-й армии генерала П. К. Ренненкампфа, была ранена и захвачена в плен германскими войсками. Находясь в плену, смогла спрятать знамя Либавского 6-го пехотного полка Принца Фридриха-Леопольда, обернув его вокруг бюста. С её слов, во время боя при Сольдау, при работе на перевязочном пункте, умирающий знаменщик Либавского полка сорвал с древка знамя, свернул его и отдал ей, попросив спасти знамя. Освободившись и прибыв в Петроград, она предоставила знамя в Трофейную Комиссию при Военно-походной Его Императорского Величества Канцелярии. За это была награждена Государем Георгиевской медалью 1-й и 2-й степеней. Вернувшись в армию продолжила служить медсестрой в боевых частях. Кавалер Георгиевской медали всех четырёх степеней.
Умерла в мае 1950 года, похоронена в Москве на Калитниковском кладбище.

## Награды
- Георгиевская медаль 4-й, 3-й, 2-й и 1-й степеней.

## В литературе
Г. В. Сорокина фигурирует под своим именем в фантастическом романе Владимира Свержина.